# Campeonato da Cidade de Goiânia de Futebol de 1938
O Campeonato da Cidade de Goiânia de 1938 foi um torneio citadino organizado pelos dois principais clubes de Goiânia, e foi disputado em três jogos entre o Atlético Goianiense, do bairro de Campinas, e o Corintians Goiano, do setor central.
O primeiro jogo foi disputado em 11 de de dezembro de 1938, no Campo da Avenida Paranaíba (atual Olímpico), onde o Corintians Goiano derrotou o Atlético Goianiense por 4–1. O segundo jogo foi disputado em 18 de dezembro, no Campo da 24 de outubro, onde o Atlético Goianiense derrotou o seu rival por 1–0. Com o empate em pontos entre as duas equipes, o terceiro jogo, necessário para determinar o campeão, ocorreu em 25 de dezembro, no Campo da Avenida Paranaíba. O jogo acabou sendo cancelado pelo Tribunal de Penas após um protesto do Corintians Goiano. O clube contestou as decisões do árbitro Edson Hermano durante a partida e alegou que ele não deveria ter apitado o jogo, pois estava inscrito como jogador do Atlético Goianiense.
Após a anulação, em janeiro de 1939, o presidente do Corintians Goiano, Irany Alves, enviou um ofício à diretoria do Atlético Goianiense, solicitando um entendimento para que nova partida definisse o campeão da nova capital. Como o pedido não foi atendido, as duas equipes seriam declaradas campeãs.

## Árbitros

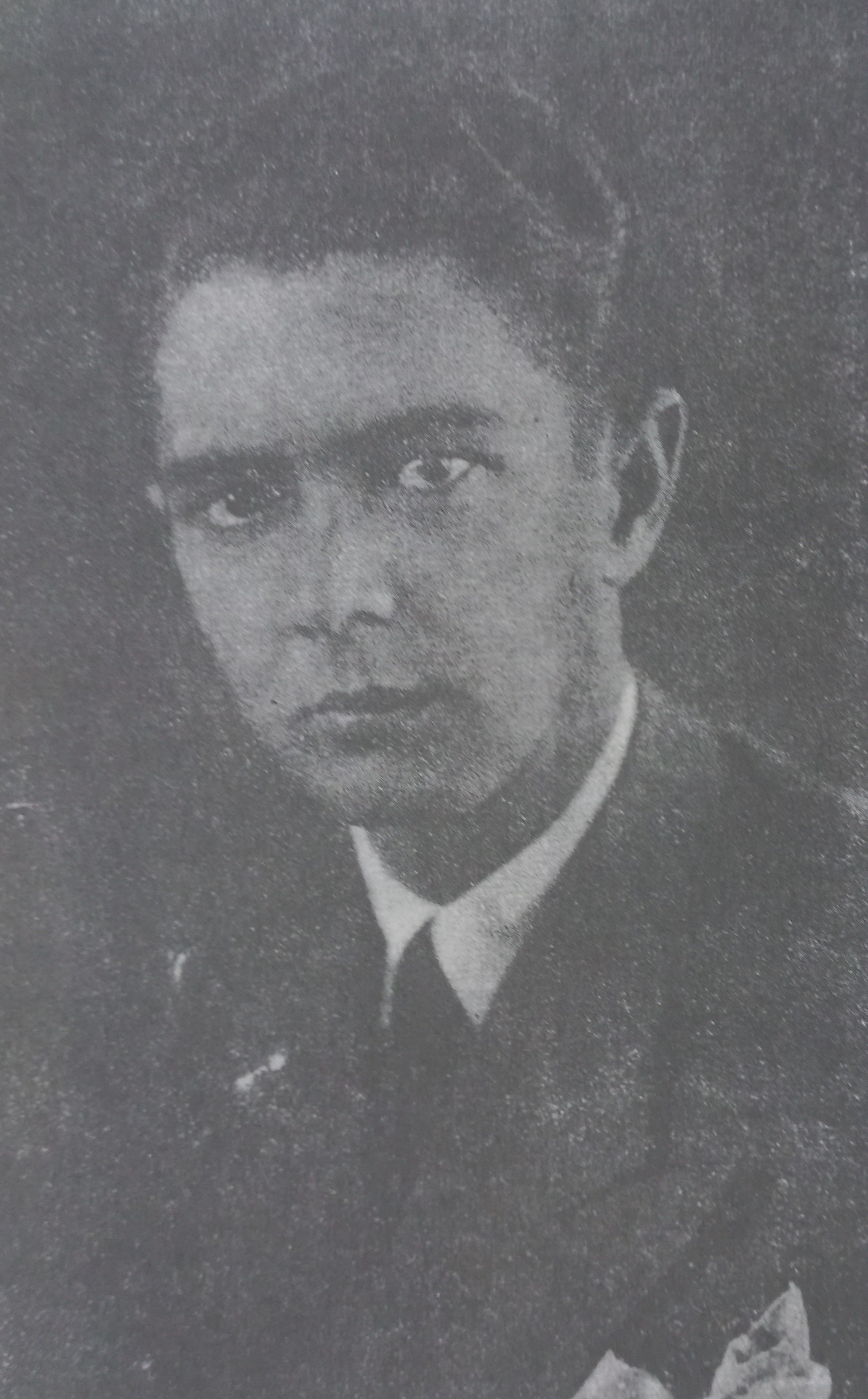
Venerando de Freitas Borges escolhido como o juiz neutro do campeonato. Acabou apitando dois jogos devido a desistência de Carlos Barsi.

De acordo com o regulamento previamente assinado pelos representantes de ambos os clubes — Edson Hermano, pelo Atlético Goianiense, e Irany Alves Ferreira, pelo Corinthians Goiano — ficou estabelecido que cada time teria o direito de indicar um árbitro para apitar os jogos, além da escolha de um árbitro neutro para garantir a imparcialidade da competição.
O Atlético Goianiense indicou o próprio Edson Hermano como árbitro. No entanto, essa escolha gerou controvérsia, uma vez que Hermano acumulava as funções de dirigente e estava regularmente inscrito como jogador do clube, o que colocava em xeque sua imparcialidade.
Já o Corinthians Goiano optou inicialmente pelo seu treinador, Carlos Barsi, para atuar como árbitro, mas este recusou a função. Em seu lugar, foi designado Venerando de Freitas Borges, que acabou sendo escalado como o árbitro neutro do campeonato e aptou dois jogos do campeonato.
A definição desses nomes, embora acordada em regulamento, acabou alimentando tensões entre os clubes, especialmente após a atuação de Edson Hermano na terceira partida, fator que culminaria em protestos formais e, mais tarde, no cancelamento da partida por decisão do Tribunal de Penas.
Atlético Goianiense
- BRA Edson Hermano

Corintians Goiano
- ITA Carlos Barsi

Neutro
- BRA Venerando de Freitas Borges

## Regulamento
As duas equipes disputariam três partidas. Caso houvesse empate na pontuação das três partidas (três empates ou uma vitória para cada lado) um jogo extra aconteceria.

## Partidas

### Primeiro jogo
| Domingo, 11 de dezembro de 1938 | Corintians Goiano | 4 – 1  | Atlético Goianiense | Campo da Avenida Paranaíba              |
|                                 |                   | Súmula |                     | Árbitro: GO Venerando de Freitas Borges |

| Corintians Goiano | Atlético Goianiense |

| G            |  | Joãozinho  |
| Z            |  | Virgílio   |
| Z            |  | Lino Barsi |
| V            |  | Dito       |
| M            |  | Alaor      |
| M            |  | Moreti     |
| A            |  | Veiga      |
| A            |  | Sírio      |
| A            |  | Sebinha    |
| A            |  | Maluf      |
| A            |  | Eurípedes  |
| Treinador:   |  |            |
| Carlos Barsi |  |            |

| G               |  | Zeno             |
| Z               |  | Magalhães        |
| Z               |  | Afrânio          |
| V               |  | João V-8         |
| V               |  | De Sarti         |
| M               |  | Geraldo Bacalhau |
| A               |  | Nicanor          |
| A               |  | Afonsinho        |
| A               |  | Tonho            |
| A               |  | Batistinha       |
| A               |  | Daniel           |
| Treinador:      |  |                  |
| Orlando Feresin |  |                  |

- Escalação divulgada antes da partida iniciar.

### Segundo jogo
| Domingo, 18 de dezembro de 1938 | Atlético Goianiense | 1 – 0  | Corintians Goiano | Campo da 24 de outubro                  |
|                                 | Tonho               | Súmula |                   | Árbitro: GO Venerando de Freitas Borges |

| Atlético Goianiense | Corintians Goiano |

| G               |  | Vicente          |             |                 |
| Z               |  | Magalhães        |             |                 |
| Z               |  | Afrânio          |             |                 |
| V               |  | João V-8         |             |                 |
| V               |  | De Sarti         |             |                 |
| M               |  | Brás             | Substituído |                 |
| A               |  | Nicanor          |             |                 |
| A               |  | Afonsinho        |             |                 |
| A               |  | Geraldo Bacalhau |             |                 |
| A               |  | Batistinha       |             |                 |
| A               |  | Daniel           |             |                 |
| Substituição:   |  |                  |             |                 |
| M               |  | Tonho            |             | Entrou em campo |
| Treinador:      |  |                  |             |                 |
| Orlando Feresin |  |                  |             |                 |

| G            |  | Joãozinho  |
| Z            |  | Virgílio   |
| Z            |  | Lino Barsi |
| V            |  | Dito       |
| M            |  | Alaor      |
| M            |  | Moreti     |
| A            |  | Veiga      |
| A            |  | Sírio      |
| A            |  | Sebinha    |
| A            |  | Maluf      |
| A            |  | Eurípedes  |
| Treinador:   |  |            |
| Carlos Barsi |  |            |

- Escalação divulgada antes da partida iniciar.

### Terceiro jogo
| Domingo, 25 de dezembro de 1938 | Corintians Goiano | 2 – 3  | Atlético Goianiense | Campo da Avenida Paranaíba |
|                                 |                   | Súmula |                     | Árbitro: GO Edson Hermano  |

| Corintians Goiano | Atlético Goianiense |

- Jogo anulado pelo tribunal de Penas.

## Premiação
| Campeonato de Goiânia de 1938           |
| --------------------------------------- |
| Atlético Goianiense Campeão (1º título) |

| Campeonato de Goiânia de 1938         |
| ------------------------------------- |
| Corintians Goiano Campeão (1º título) |